# Bolsa de Madrid

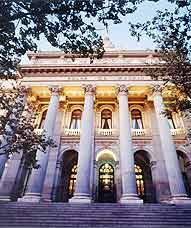
Budynek giełdy

Bolsa de Madrid – giełda papierów wartościowych w Hiszpanii; zlokalizowana w stolicy kraju – Madrycie.
35 największych i najpłynniejszych spółek giełdy grupuje indeks IBEX 35.
Oprócz Madrytu, w Hiszpanii działają giełdy papierów wartościowych w Barcelonie, Walencji i Bilbao.